# 哈斯珀爾湖
49°1′41.82″N 9°48′59.05″E / 49.0282833°N 9.8164028°E
哈斯珀爾湖（德語：Haspelsee），是德國的湖泊，位於該國西南部，由巴登-符騰堡州負責管轄，處於施韋比施哈爾縣，長0.2公里、寬0.1公里，面積0.01平方公里，最大水深3.5米，湖岸線長度0.5公里。